# Taverniera nummularia
Taverniera nummularia är en ärtväxtart som beskrevs av Dc.. Taverniera nummularia ingår i släktet Taverniera och familjen ärtväxter. Inga underarter finns listade i Catalogue of Life.